# Flick Shagwell
Flick Shagwell, née le 3 mars 1979 à Wimbledon, Londres, est une actrice pornographique britannique.

## Distinctions
Récompenses
- 2004 AVN Award - Best All-Girl Sex Scene - The Violation of Jessica Darlin (avec Jessica Darlin, Brandi Lyons, Lana Moore, Hollie Stevens, Ashley Blue et Crystal Ray)
- 2003 AVN Award - Best Oral Sex Scene, Video - Lady Fellatio: In the Doghouse! (avec Gino Greco)

Nominations
- 2005 AVN Award - Best All-Girl Sex Scene, Video - Girl Crazy 2
- 2003 AVN Award - Best Group Sex Scene, Video - World Class Ass

## Filmographie sélective
- 2010 : Group Therapy
- 2009 : Gimme Pink 3
- 2008 : Escape From Women's Prison
- 2008 : Load Warriors 1
- 2007 : Girl Gangs
- 2007 : Upload
- 2006 : No Boys, No Toys 1
- 2006 : Tiny Tit Lesbos
- 2005 : Little Tit Lesbos 2
- 2005 : 31 Flavors
- 2004 : No Man's Land Interracial Edition 7
- 2004 : The Violation of Crystal Ray
- 2003 : The Violation of Jessica Darlin
- 2003 : Girl Crazy 2
- 2002 : Lady Fellatio
- 2002 : World Class Ass
- 2002 : No Man's Land 36
- 2002 : The Violation of Violet Blue
- 2001 : The Violation of Kiki Daire
- 2001 : No Man's Land 34: Redhead edition
- 2001 : The 4 Finger Club 18
- 2000 : Anal Away Days 3: Road Trip To Kent
- 2000 : Rocks That Ass 15: Special Ass-ignment